# Монзе
Монзе (англ. Monze) — місто у Замбії, у Південній провінції.

## Географія
Місто розташовано за 180 км на південний захід від Лусаки. Є адміністративним центром однойменного району.

## Економіка
Основу економіки міста складає сільське господарство, основною галуззю якого є вирощування кукурудзи. Розвинуте тваринництво. У місті є залізнична станція, а також асфальтований шлях на Лусаку й Марамбу.

## Населення
За даними 2013 року чисельність населення складала 46 876 осіб.
Динаміка чисельності населення міста за роками:
| 1990   | 2000   | 2013   |
| ------ | ------ | ------ |
| 15 910 | 24 603 | 46 876 |